# Joan Ramos Monllor

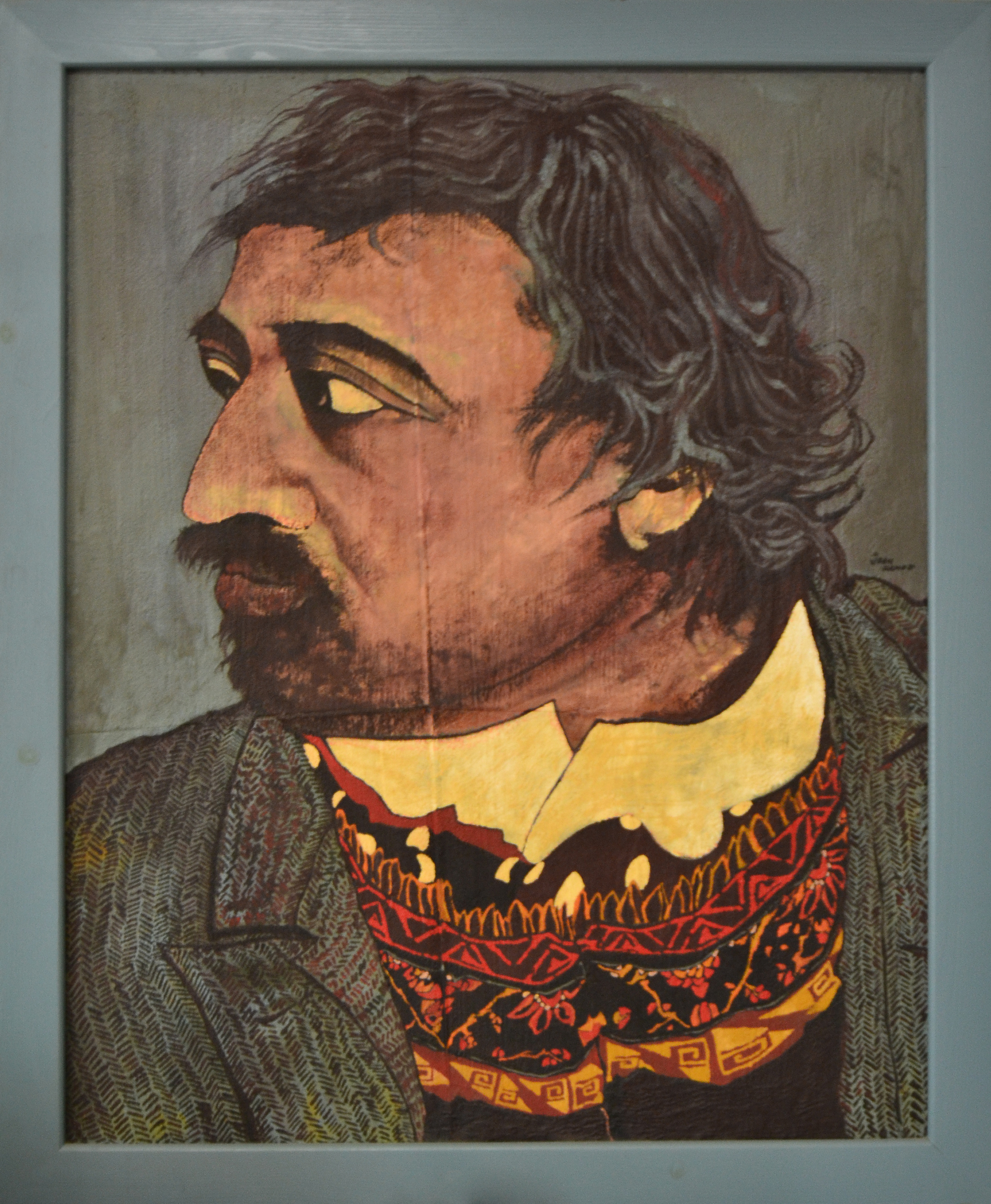
Record de Paul Gauguin, 1990

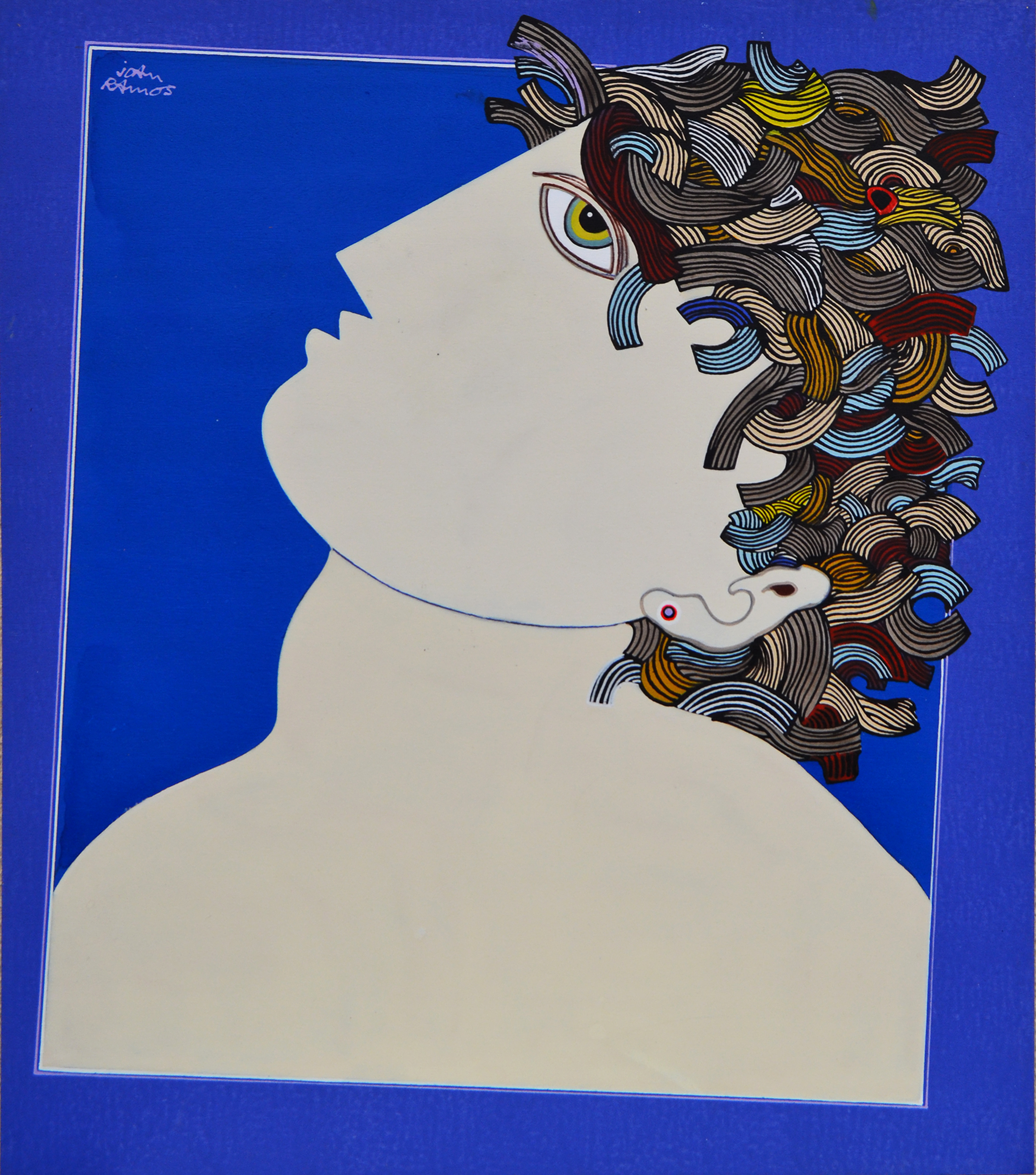
Mai més, 2010

Joan Ramos Monllor (València, 28 de març de 1942) és un artista plàstic xativí.
Ramos va nàixer a València, però prompte es va traslladar a Xàtiva juntament amb la família pel fet que van destinar el seu pare, director de banc, a la capital de la Costera. Després de rebre l'educació primària, va cursar estudis a l'Institut Josep de Ribera, on va coincidir amb altres xativins destacats com ara Raimon. Des de ben prompte va sentir atracció pel món de l'art, i es va iniciar com a pintor desenvolupant pintures en acrílic, indagant de manera autodidacta en diferents estils. Va començar participant en concursos i exposicions, i l'any 1971 va ser reconegut amb una beca d'estudis atorgada pel Govern francés per tal de complementar la formació a París. Allí va adquirir una sòlida formació en dibuix que li va permetre endinsar-se en el camp de la il·lustració, hi va treballar per a editorials de reconegut prestigi i va il·lustrar els Premis Goncourt i els Premis Blasco Ibáñez. A la tornada de París, va gaudir de la possibilitat d'exposar la seua obra en una galeria de Madrid, fet que va obrir la seua trajectòria al món de les galeries.
La producció de Ramos es veu influïda per Amedeo Modigliani, Paul Gauguin, Pablo Picasso o Juan Gris, entre d'altres. Als anys huitanta i sobretot als noranta va consolidar un estil propi de forta personalitat en el qual destaca la representació de figures humanes en què les extremitats destaquen per la grandària; una mena de cubisme reinterpretat serviria per a definir el seu estil.
Ha estat vinculat a altres artistes i erudits, ha il·lustrat llibres de Vicent Andrés Estellés, Eduardo Quiles, Jesús Huguet o Joan Fuster, com també cobertes dels discos de Pep Gimeno Botifarra.
Ha rebut nombrosos reconeixements, com ara el Premi Nacional Josep de Ribera en tres ocasions, el Premi Internacional de Dibuix Joan Miró o el Premi Nacional Antonio del Rincón. Així mateix, ha estat considerat per diversos mitjans com un dels personatges recents més destacats.
El setembre de 2023 es va inaugurar a Xàtiva una mostra retrospectiva al voltant de la seua producció.